# Xilo-oligossacarídeo

Estrutura molecular de um xilo-oligossacarídeo hipotético, onde n é um número variável de unidades de xilose.

Os xilo-oligossacarídeos (XOS) são polímeros do açúcar xilose. Eles são produzidos a partir da fração xilana da fibra vegetal. Sua estrutura C5 (onde C é a quantidade de átomos de carbono em cada monômero) é fundamentalmente diferente de outros prebióticos, que são baseados em açúcares C6. Os xilo-oligossacarídeos estão disponíveis comercialmente desde 1980, originalmente produzidos pela Suntory no Japão. Mais recentemente, tornaram-se mais amplamente disponíveis comercialmente, à medida que as tecnologias avançaram e os custos de produção diminuíram. Algumas enzimas de levedura podem converter exclusivamente xilana em apenas xilo-oligossacarídeos-DP-3 a 7.
Os xilo-oligossacarídeos atuam como um prebiótico, alimentando seletivamente bactérias benéficas, como bifidobactérias e lactobacilos, no trato digestivo. Um grande número de ensaios clínicos foram realizados com XOS, demonstrando uma variedade de benefícios à saúde, incluindo melhorias nos níveis de açúcar e lipídios no sangue, benefícios para a saúde digestiva, laxação e alterações benéficas nos marcadores imunológicos. Esses benefícios à saúde têm sido tipicamente observados em doses de 1–4 g/d, uma dose menor do que a necessária para prebióticos como fruto-oligossacarídeos e inulina.